# Corps francs de la Baltique

Drapeau des Corps francs de la Baltique.

Les corps francs de la Baltique désignent de manière générique les différents Freikorps (corps franc), organisations paramilitaires s'étant constituées dans l'Empire allemand, qui évoluèrent notamment dans les pays baltes au sortir de la Première Guerre mondiale. Constitués de soldats démobilisés à la suite de la défaite allemande, ils constituaient une part des nombreux groupes paramilitaires en activité durant la république de Weimar. Cet article retrace plus particulièrement le parcours de ceux impliqués dans l'histoire des pays baltes au début de l'entre-deux-guerres, entre 1918 et 1920.

## 1917 - La Russie cède les Pays baltes à l'Allemagne
En 1917, les bolchéviques russes cèdent à l'Allemagne, lors du traité de Brest-Litovsk, les territoires des pays baltes, correspondant aux trois gouvernements de la Baltique de l'époque impériale : Estonie, Courlande et Livonie. De suite, l'Empire allemand installe des régimes d'occupation en Estonie et Lettonie, la Lituanie devenant indépendante le 25 mars 1918, avec la mise en place d'un gouvernement fantoche la faisant demeurer un État satellite de l'Allemagne.
Les autorités militaires d'occupation (l’Ober Ost), commandées par le prince Léopold de Bavière, avaient toujours favorisé dans leurs dispositions (réquisitions, travaux forcés, juridictions…) les Germano-Baltes, minorité influente d'origine allemande, dont l'installation aux pays baltes remonterait au XIIIe siècle ;  les « barons baltes » avaient en effet depuis cette époque joué un important rôle social, économique et politique, en encadrant les populations locales. Les 8 mars et 12 avril 1918, le conseil territorial de Courlande puis le conseil territorial uni de Livonie, d'Estonie, de Riga et d'Ösel, appareils législatifs dominés par les Germano-baltes, déclarèrent successivement leur indépendance, devenant respectivement le duché de Courlande et Sémigalle et l'État balte (Baltischer Staat). Ces deux États furent proclamés en union personnelle avec le royaume de Prusse, bien que le gouvernement allemand restât silencieux et ne ratifiât jamais cette demande.
Les pays baltes furent nominalement reconnus par le Kaiser Guillaume II le 22 septembre 1918, soit six mois après que la Russie soviétique eut formellement abandonné toute autorité sur les anciennes provinces de la Baltique de la Russie impériale, lors du traité de Brest-Litovsk. Le 5 novembre 1918, un Conseil de régence (Regentschaftsrat) fut momentanément mis sur pied pour diriger l'éphémère Duché balte uni, sous la direction du baron Adolf Pilar von Pilchau ; ce Regentschaftsrat fut constitué sur la base des deux assemblées préexistantes dans ces deux États.

## 1918 - Défaite allemande, l'Armée rouge progresse
Selon les termes de l'armistice de 1918, l'Armée allemande doit se retirer de tous les territoires qu'elle occupe, selon un calendrier établi par la Commission militaire de contrôle interalliée. Dans la Baltique comme partout ailleurs, les conseils de soldats pro-socialistes contrôlaient de nombreuses unités allemandes dans la région, mais la Commission de contrôle alliée insista pour que les troupes allemandes restent sur place aussi longtemps que nécessaire pour éviter toute occupation de ces régions par l'Armée rouge. Les forces armées soviétiques, menées par les tirailleurs lettons, faisaient en effet d'importantes incursions dans les territoires estoniens et lettons. Les Estoniens opposèrent une farouche résistance à l'Armée rouge, refusant toute aide de l'Armée allemande. En revanche, des soldats nordiques venant de Finlande, Suède ou Danemark vinrent lutter à leurs côtés. Les Estoniens, bénéficiant de l'aide et du support naval des Britanniques, furent en mesure de repousser les forces soviétiques après un an de combats au cours de la guerre d'indépendance estonienne.
Pendant ce temps, le Conseil populaire letton (Tautas Padome) proclame l'indépendance de la Lettonie vis-à-vis de la Russie, le 18 novembre 1918. Le leader letton Kārlis Ulmanis demande pour cela l'appui des Freikorps allemands pour repousser les Bolchéviques. L'observateur militaire britannique, le colonel Sir Hubert Gough, invoqua en sa faveur l'article 12 du traité d'armistice permettant aux troupes allemandes de n'évacuer les territoires appartenant avant guerre à l'Empire russe que « lorsque les Alliés considéreraient cela comme nécessaire, étant considérée la situation politique de ces territoires ».

## 1919 - La Brigade de Fer contre-attaque
« Superbe occasion pour vous installer ! Toute personne désireuse de posséder son propre terrain dans les beaux Pays baltes peut se rendre aux bureaux de recrutement suivants… »

— Publicité dans un journal pour soldats allemands, 1919.

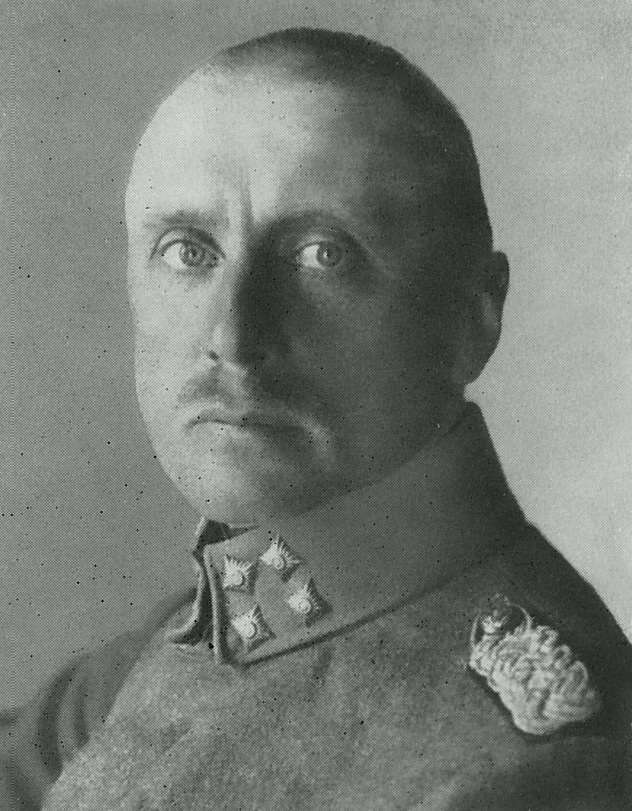
Le major Alfred Fletcher.

Alors que de nombreux soldats allemands, démoralisés, quittent la Lettonie, le Major Bischoff constitue parmi ceux-ci un corps franc, dénommé « Eiserne Brigade » (la « Brigade de fer »). Cette unité est par la suite déployée devant Riga et est destinée à ralentir l'avance de l'Armée rouge sur la capitale lettone. Dans le même temps, on recrute des volontaires partout en Allemagne, en leur promettant de gagner une terre où s'établir une fois le Bolchévisme repoussé, ainsi que d'autres moyens d'incitation à la véracité discutable. Ces soldats, accompagnés d'éléments isolés de la 8e armée allemande en cours de dissolution, viennent renforcer la Brigade de Fer, qui est alors reconstituée pour devenir la Division de Fer. En parallèle, les Germano-Baltes et quelques Lettons forment la Baltische Landeswehr, qui se fixe un but similaire. La mission officiellement fixée à ces troupes par l'Allemagne et les Alliés était d'empêcher l'Armée rouge d'entrer en province de Prusse-Orientale ; accessoirement il s'agissait d'aider les Germano-baltes réinstallés dans les Pays baltes à conserver leurs domaines en Lettonie.
Division de Fer et Baltische Landeswehr sont initialement commandées respectivement par le major Josef Bischoff et par le major Alfred Fletcher (en), allemand d'origine écossaise. Fin février, seul le port de Liepaja reste en possession des forces germano-lettones. Mais en mars 1919, Rüdiger von der Goltz prend le commandement du VIe corps, chapeautant ces unités, et remporte une série de victoires sur les forces soviétiques, ce qui permet l'entrée dans Riga des forces germano-baltes. Les principales attaques de cette campagne furent menées par les corps francs allemands, occupant tout d'abord Ventspils, grand port de Courlande, bifurquant ensuite vers le sud en direction de Riga. Ces attaques semblent avoir été menées en coordination avec les forces estoniennes, lesquelles chassaient dans le même temps les Bolchéviques du nord de la Lettonie.
Une fois les Soviétiques repoussés, les Alliés ordonnèrent à l'Allemagne de retirer ses troupes des Pays baltes. Toutefois, von der Goltz tenta de prendre le contrôle de la région, en s'appuyant sur la minorité germanophone. Ulmanis fut officiellement déposé, un gouvernement fantoche dirigé par Andrievs Niedra le remplaçant. Niedra, pasteur luthérien pro-allemand, eut un répit lorsque les Allemands réussirent à convaincre les Alliés de retarder le retrait des corps francs allemands, un repli anticipé risquant de laisser les mains libres aux Bolchéviques. Cette reculade alliée fut causée par la prise de conscience par les Britanniques de la gravité de la situation militaire dans la région. Après la nouvelle offensive russe, les unités contre-révolutionnaires et les corps francs contre-attaquèrent, reprenant Riga le 23 mars 1919.

## Abus d'hospitalité
« Nous étions des combattants soûls de toutes les passions du monde ; pleins de luxure, trouvant l'exultation dans l'action. Ce que nous voulions ? Nous ne le savions pas. Et ce que nous savions, nous ne le voulions pas ! Combats, aventure, excitation et destructions. Une force indicible, envahissante, surgissait de tout notre corps et nous écorchait vif. »

— Ernst von Salomon, Les Réprouvés (die Geächteten).
Après la capture de Riga, les corps francs se livrèrent à des exactions dont le bilan s'élève environ à 300 Lettons tués à Jelgava, 200 à Tukums, 125 à Daugavgrīva, et plus de 3 000 à Riga. Les nationalistes lettons se retournèrent alors contre les Freikorps et cherchèrent du soutien auprès des troupes estoniennes qui occupaient jusqu'alors la rive nord de la Daugava. Von der Goltz ordonna à ses troupes de marcher vers le nord en direction de Cēsis. L'objectif des forces allemandes devenait clairement l'établissement de la suprématie allemande sur les Pays baltes, en éliminant pour cela les forces armées estoniennes ; la lutte contre les bolchéviques passait donc au second plan. Le commandant estonien Johan Laidoner intima l'ordre aux Allemands de se replier au sud de la Gauja. Il donna dans le même temps l'ordre à ses troupes d'investir le nœud ferroviaire à Gulbene.
Le 19 juin 1919, la Division de Fer lance son attaque pour capturer Cēsis. Le corps franc parvient tout d'abord à capturer Straupe et poursuit son avance en direction de Limbaži. La contre-attaque estonienne repousse les Allemands hors de cette dernière. Le 21 juin, les Estoniens reçoivent des renforts qui leur permettent d'attaquer immédiatement la Landeswehr de Fletcher, laquelle est contrainte de se replier au nord-est de Cēsis. La Division de Fer reprend son attaque depuis Straupe vers Stalbe, ce afin de relâcher la pression sur la Baltische Landeswehr. Mais au matin du 23, les Allemands commencent leur repli général en direction de Riga.
Les Alliés demandent alors à nouveau aux Allemands de retirer leurs troupes de Lettonie, intervenant afin d'imposer un cessez-le-feu entre les corps francs lettons et les Estoniens alors que ces derniers s'apprêtaient à marcher sur Riga. Les Britanniques insistèrent pour que le comte von der Goltz quitte la Lettonie, mais ses troupes se rallièrent aux armées blanches du général Bermondt. Le lieutenant-colonel Alexander reçut le commandement de la Landeswehr, le Major Fletcher ayant été rappelé en Allemagne. Quant au Major Bischoff, il créa une Légion allemande (Deutsche Legion) à partir d'une grosse douzaine de petits corps francs opérant dans la Baltique, les ralliant également au général Bermondt. Au total, ce sont plus de 14 000 hommes que les corps francs allemands amènent aux Russes blancs, accompagnés de 64 avions, 56 pièces d'artillerie et 156 mitrailleuses. On décompte également six unités de cavalerie ainsi qu'un hôpital de campagne. La tentative de coup d'État menée par la suite par Bermondt fut déjouée par l'armée lettone, recevant l'appui de navires de guerre français et anglais et de trains blindés estoniens.

## Retraite
Les Freikorps avaient sauvé la Lettonie de sa conquête par les armées soviétiques, durant le printemps 1919. Toutefois, le but véritable de ces corps francs, à savoir la constitution d'un État satellite de l'Allemagne en Courlande et en Livonie, au travers du Duché balte uni, fut un échec. Nombre des soldats allemands ayant combattu dans la Baltique quittent la Lettonie avec le sentiment de s'être fait "poignarder dans le dos" par la République de Weimar du président Ebert. Pour les centaines de ces combattants qui avaient espéré s'établir en Lettonie, cette terre leur avait fait forte impression, et il leur tardait déjà de la revoir. Les Freikorps, qui avaient combattu les Rouges, baptisaient leur lutte du nom de Ritt gen Osten (la « ruée vers l'Est »), et l'amertume du retour en Allemagne n'avait d'égal que la volonté de retourner en Lettonie.
Durant la retraite, les troupes quittant les Pays baltes perdirent toute cohésion et toute discipline. Certains combattants "traversèrent la campagne comme des fous, errant dans un désordre complet", comme l'illustre ce passage :

« Nous hurlâmes nos chants dans les airs, leur lançant après des grenades… Nous voyions rouge. Nous n'avions plus rien dans nos cœurs qui puisse ressembler à de la décence. La terre où nous avions vécu grondait désormais sa destruction. Là où autrefois se trouvaient de paisibles villages, il ne restait plus là où nous étions passés que suie, cendres et braises. Nous avions allumé un bûcher, mais ce n'était pas seulement des choses inertes qui y brûlaient ; ici brûlaient également nos espoirs, nos désirs ; ici brûlaient les registres, les lois et les valeurs du monde civilisé ; ici tout brûlait… Et nous revînmes ainsi arrogants, saouls, lourds du butin de nos pillages. »

## Conséquences
- Si vous ne connaissez pas le sujet, laissez ce bandeau (vous pouvez alors contacter les auteurs).
- Si vous supprimez le contenu mis en cause (vous pouvez préalablement contacter les auteurs),

argumentez précisément cette suppression dans la page de discussion
(un manque de référence n'est pas un argument ; une recherche réelle de référence doit avoir été effectuée, être formellement documentée).
Vu leur état d'esprit lors de leur retraite, il n'est guère étonnant que nombre de ces anciens combattants aient été peu fidèles à la nouvelle république de Weimar (cf la Reichswehr noire), et enclins à participer à des mouvements plus autoritaires, comme le NSDAP.  Cela leur permettait notamment de continuer en Allemagne la lutte contre le communisme commencée dans les pays baltes.